# جوسیمیرا
جوسیمیرا (به پرتغالی: Juscimeira) یک منطقهٔ مسکونی در برزیل است که در ماتو گروسو واقع شده‌است. جوسیمیرا ۱۱٬۱۷۶ نفر جمعیت دارد.